# 6267 Рожен
6267 Рожен (6267 Rozhen) — астероїд головного поясу, відкритий 20 вересня 1987 року.
Тіссеранів параметр щодо Юпітера — 3,689.